# Ховрах європейський
{{#ifeq:0|0|{{#if:|{{#if:Spermophiluscitellus|[[]}}|}}}}
Ховрах європейський (Spermophilus citellus) — гризун з родини Вивіркові (Sciuridae), один з представників роду Spermophilus, та один з чотирьох видів роду, що зустрічаються на територіях України. Розповсюджений в кількох країнах Східної та Південної Європи, в Україні знаходиться східна частина ареалу.

## Середовище проживання
Країни поширення: Австрія, Болгарія, Чехія, Греція, Угорщина, Північна Македонія, Хорватія, Чехія, Молдова, Польща, Румунія, Сербія, Словаччина, Туреччина, Україна. Висотний діапазон поширення: 0-2500 м над рівнем моря. Суслик європейський має досить специфічні вимоги проживання. Обмежується короткотравим степом і аналогічними штучними середовищами проживання (пасовища, газони, спортивні майданчики, поля для гольфу) на світлих, добре дренованих ґрунтах. Уникає оброблюваної землі, за винятком виноградників в деяких частинах ареалу.

### Статус в Україні
В Україні вважається зниклим. Раніше вид вважали шкідником сільського господарства, якого безжалісно винищували, зокрема і заради малоцінного хутра. У 1950-х рр. чисельність виду у межиріччі Дністер–Прут була досить високою (на 1 га припадало 30–35 нір), однак вже у 80-х рр. на цій території на 1 га знаходили 1–2 нори. За останні 20 років достеменні відомості, що підтверджують існування в Україні відсутні, хоча на прилеглих територіях Молдови (в Середньому Придністров'ї) цей вид ще на початку 1990-х рр. досить масово траплявся. На середину 1970-х рр. знахідки виду були відомі в Закарпатській, Чернівецькій, Хмельницькій та Вінницькій обл.

## Зовнішній вигляд
Дрібний короткохвостий ховрах: довжина тіла — 16,5–22,5 см, хвоста — 4,6–7,4 см. Середня маса: 217 г.  Забарвлення спини сіро-бурувате, нерідко з помітними жовтувато-білими цяточками. Боки іржаво-жовтуваті, черево блідого жовтуватого відтінку. Навколо очей світлі кільця. Хвіст на кінці звичайно має темну облямівку.

## Спосіб життя
Осілий вид, що живе в норах, які влаштовує горизонтально у малопотужному шарі ґрунту, гніздові камери розміщує у скельному ґрунті, зокрема серед брил пісковиків, іноді використовує нори сліпаків. Активний з кінця березня до початку жовтня. У пд. частині ареалу впадає у літнє теплове заціпеніння (серпень–вересень), яке переходить у зимову сплячку. Всеїдний, споживає насіння, коріння, пагони, квіти і членистоногих. Парується в кінці березня. Самиця раз на рік (квітень) народжує 4–6 малят.

## Етимологія
Назва citellus, найімовірніше, є модифікацією слов'янського сусел через німецький варіант Ziesel від середньовічного германського zisel, zisemūs.

## Галерея

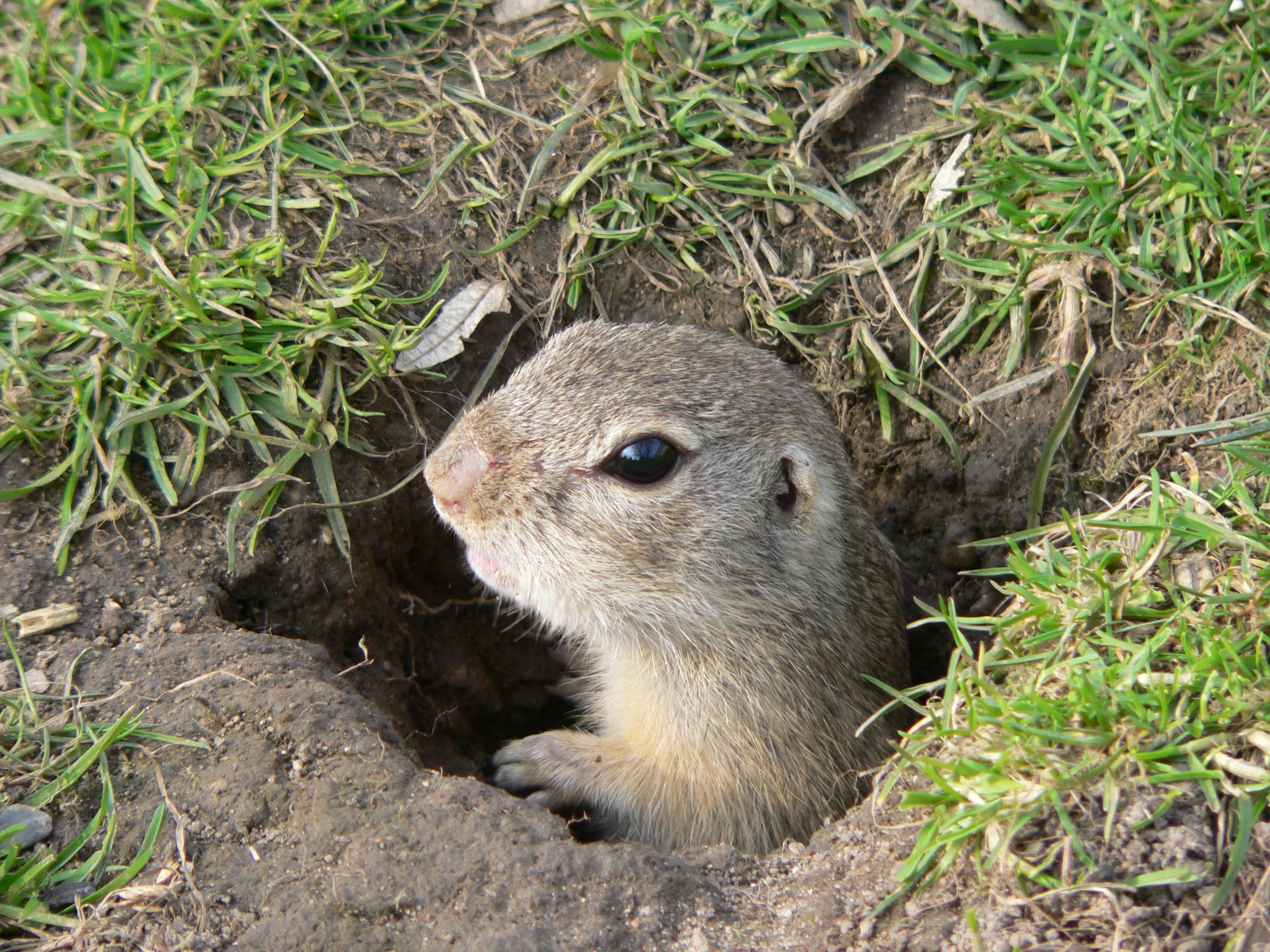
Суслик у норі
- Свистки суслика
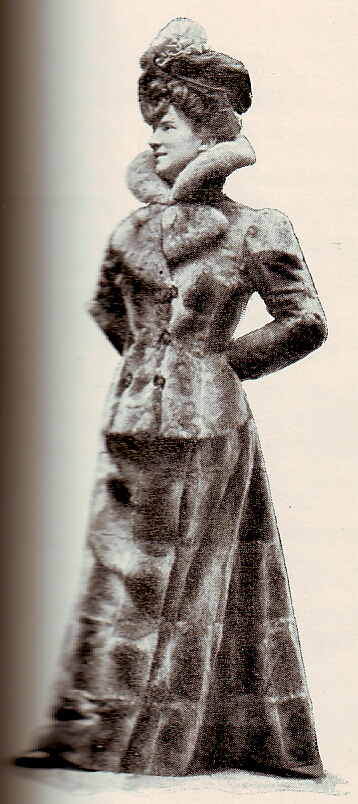
Дама в сусликовій шубі кінець XIX — початок XX ст.